# 고동업
고동업(1961년 2월 15일 ~ )은 대한민국의 연극 배우 겸 영화 배우이다.

## 생애
1983년 연극배우 첫 데뷔하였고 이듬해 1984년 뮤지컬 배우 데뷔하였다.

## 출연작

### 영화
- 2019년 《무지개 여신》 ... 덕보 할배 역
- 2018년 《선종 무문관》
- 2014년 《유품정리인》 ... 철한 역 (단편영화)
- 2009년 《세리와 하르》 ... 가구 공장장 역
- 2007년 《두 얼굴의 여친》 ... 남극대장 역
- 2007년 《므이》 ... 김 교수 역
- 2007년 《해부학 교실》 ... 선화 부 역
- 2006년 《우리들의 행복한 시간》 ... 윤수 부 역
- 2006년 《사랑하니까, 괜찮아》 ... 점쟁이 역
- 2003년 《선택》 ... 종달이 역
- 2001년 《흑수선》 ... 김상 역
- 2000년 《킬리만자로》 ... 인형공장 남자 역
- 1999년 《유령》 ... 561 역
- 1999년 《인정사정 볼 것 없다》 (특별출연)
- 1999년 《이재수의 난》 ... 쌍둥이 고씨 2 역
- 1998년 《해가 서쪽에서 뜬다면》 ... 광고 PD 역
- 1998년 《아름다운 시절》 ... 송씨 역
- 1998년 《세븐틴》 ... 황보 구 선생(상록네 반 담임) 역
- 1995년 《금홍아 금홍아》 ... 박태원 역
- 1995년 《네온 속으로 노을지다》
- 1993년 《아담이 눈뜰 때》 ... 탬버린남자 역
- 1993년 《서편제》 ... 한량 역
- 1990년 《파업전야》
- 1990년 《우묵배미의 사랑》 ... 깜상 역

### 텔레비전 드라마
- 2011년 《49일》 - 김진수 역
- 2013년 《응답하라 1994》 - 빙그레의 아버지 역
- 2018년 《보이스 2》 - 아파트 경비원 역
- 2024년 《크래시》 - 서영철 역

### 연극
- 《덴빈》

### 뮤지컬
- 《아가씨와 건달들》

### 라디오 프로그램
- 2016년 EBS FM 《EBS 책 읽는 라디오 낭독 시리즈》

## 수상
- 2003년 아시테지 12회 국제아동청소년연극 연출상
- 1995년 노동 연극제 수상 (흉기2)
- 1994년 노동 연극제 수상 (해뜨고 달뜨고)
- 1993년 노동 연극제 금상 (불감증)

## 경력
- 극단 아리랑 소속
- 서울예술대학 연극학과 강의
- 가톨릭대학교 음악학과 강의